# Anna-Sophie Fechner
Anna-Sophie Fechner (* 17. Dezember 1988 in West-Berlin) ist eine deutsche Fußballspielerin und deutsche Kho Kho Nationalspielerin.

## Karriere
Fechner spielte bis zum Alter von 16 Jahren für den im Berliner Bezirk Neukölln ansässigen BSV Grün-Weiss Neukölln Fußball, mit dem sie am Saisonende 2005/06 als Meister und Torschützenkönigin aus der Verbandsliga Berlin hervorgegangen war. Zur Saison 2006/07 wurde sie für die 1. Frauenmannschaft des 1. FFC Turbine Potsdam verpflichtet, spielte in der Mannschaft der 2. Frauen-Bundesliga, blieb in der Bundesliga jedoch ohne Einsatz. Anschließend kehrte sie zum BSV Grün-Weiss Neukölln zurück, den sie am Saisonende 2007/08 jedoch erneut verließ.
Zur Saison 2008/09 von Tennis Borussia Berlin verpflichtet, bestritt sie Punktspiele in der Gruppe Nord der seinerzeit zweigleisigen 2. Bundesliga, wie beispielsweise am 16. November 2008 (9. Spieltag) beim 5:1-Sieg im Auswärtsspiel gegen den 1. FC Union Berlin zu dem sie zwei Tore beisteuerte, wie auch am 29. März 2009 (16. Spieltag) beim 3:0-Sieg im Heimspiel gegen die SG Lütgendortmund. Als Meister aus dieser Spielklasse hervorgegangen, wurde sie in der Bundesliga in 20 Punktspielen eingesetzt. Ihr Debüt in der höchsten Spielklasse gab sie zum Saisonauftakt am 20. September 2009 bei der 0:2-Niederlage im Heimspiel gegen den SC 07 Bad Neuenahr über 90 Minuten. Ihr erstes von sechs Bundesligatoren erzielte sie bereits eine Woche später bei der 1:4-Niederlage im Auswärtsspiel gegen den FCR 2001 Duisburg mit dem Treffer zum 1:3 in der 59. Minute. Als Tabellenletzter der Spielklasse mit nur zwei Siegen und der damit verbundenen Rückkehr in die 2. Bundesliga Nord verließ sie den Verein.
Von 2010 bis 2014 bestritt sie 68 Punktspiele für den 1. FC Lübars in der 2. Bundesliga Nord, in denen sie 21 Tore erzielte. In der ersten Saison trug sie mit zehn Toren in 18 Punktspielen zum vierten Tabellenplatz bei, den sie auch mit zwei andren Spielerinnen in der Torschützenliste belegte; zudem war es die besten Platzierung, die in vier Saisonen erreicht werden konnte.
Neben ihrer Fußballkarriere nahm sie als Teil der deutschen Kho Kho Nationalmannschaft vom 13. bis 19. Januar 2025 an dem Kho Kho WorldCup India 2025 in Neu-Delhi teil. Als Teamkapitänin war sie Best Defender im Spiel gegen Sri Lanka.

## Erfolge
- Meister 2. Bundesliga Nord 2009 und Aufstieg in die Bundesliga
- Berliner Meister: 2006 und 2018